# Попрікань
Попрікань, Попрікані (рум. Popricani) — село у повіті Ясси в Румунії. Входить до складу комуни Попрікань.
Село розташоване на відстані 335 км на північ від Бухареста, 15 км на північ від Ясс.

## Населення
За даними перепису населення 2002 року у селі проживали 2314 осіб, з них 2313 осіб (> 99,9%) румунів. Усі жителі села рідною мовою назвали румунську.